# شب
شَب(در مقابل روز) به معنای فاصلهٔ میان غروب تا طلوع خورشید است. از دیدگاه نجومی، نیمی از سطح هر سیاره در منظومه شمسی که رو به خورشید قرار دارد روز روشن نیمه دیگر آن شب است.

یک تصویر ترکیبی ماهواره‌ای از زمین در شب.

واژهٔ شب، ممکن است به معنای شبانه‌روز نیز به‌کار رود. یک شبانه روز برابر بیست و چهار ساعت است.

## نام ترتیبی شب‌ها
- پس‌/پیش‌پریشب (۳ شب گذشته)
- پریشب (۲ شب گذشته)
- دیشب (۱ شب گذشته)
- امشب(شب فعلی)
- فرداشب (۱ شب آینده)
- پس‌فرداشب (۲ شب آینده)
- پسین‌/پسان‌فرداشب (۳ شب آینده)

## شب در ادبیات فارسی
پدیده شب در اندیشه‌ها، مبتنی بر شعر و نثر، در چهار بحث کلی بررسی و تحلیل شده است. در قسمت اول با عنوان «شب و متعلّقات آن» با طرح مشخصه‌هایی همچون «نسبت شب به روز»، «سحرگاه»، «خواب»، «نگرانی از طارق اللّیل» و «دعوت به شب زنده داری» گفته‌اند که مولانا از تجلّیِ معشوق ازلی در شب و سحرگاه، شاد و از طارق اللیل که از دیدن آن تجلّی فرد را محروم می‌کند، نگران است و به خوابِ اصحاب کهف معتقد است. مواردی با عنوان «ویژگی‌های شب» و با ذکر مؤلّفه‌هایی چون «برتری شب بر روز»، «خلوص شب»، «شب، خلوتِ توحید»، «شب، تجلّی گاه حق» و … بیان شده است که شب به دور از شائبه ریا و با تأمّل دادن در نقصِ بشری، عارف را به توحیدِ راستین می‌رساند. در بخش پایانی با مشخصه «معانیِ شب» به ذکر معانیِ عرفانی و تأویلی عارف و عاشق از شب پرداخته‌اند؛ مانندِ استغراق روحانی، بُرقعِ غیبی، ستّاریِ مرد کامل و نیز شب‌های قدر و معراج را با عنوان «شب‌های خاص» که در آن روح عارفِ راستین به وصال حقیقی معشوق می‌رسد، یاد کرده‌اند.

## نگارخانه

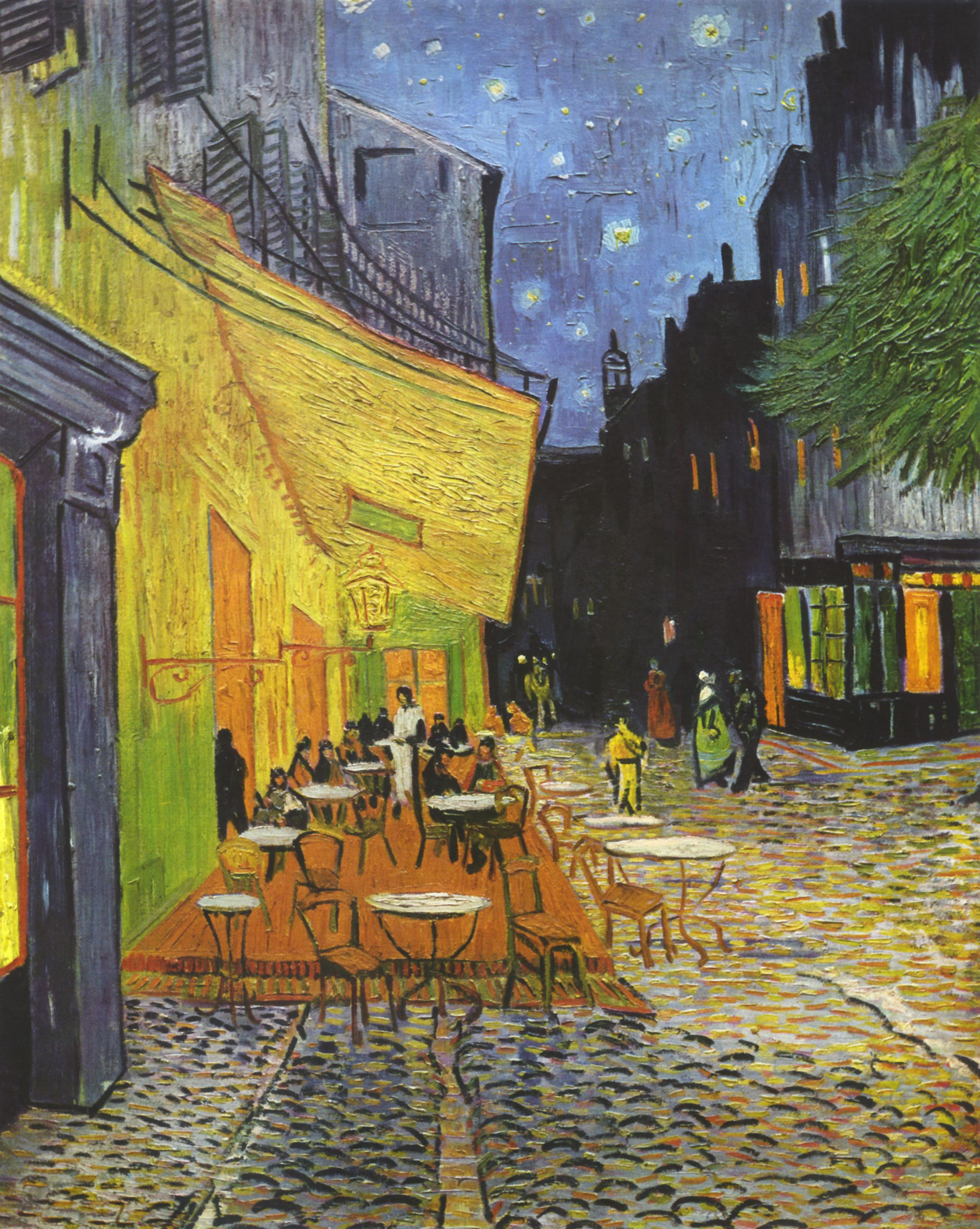
تراس کافه در شب، اثر ونسان ون گوگ
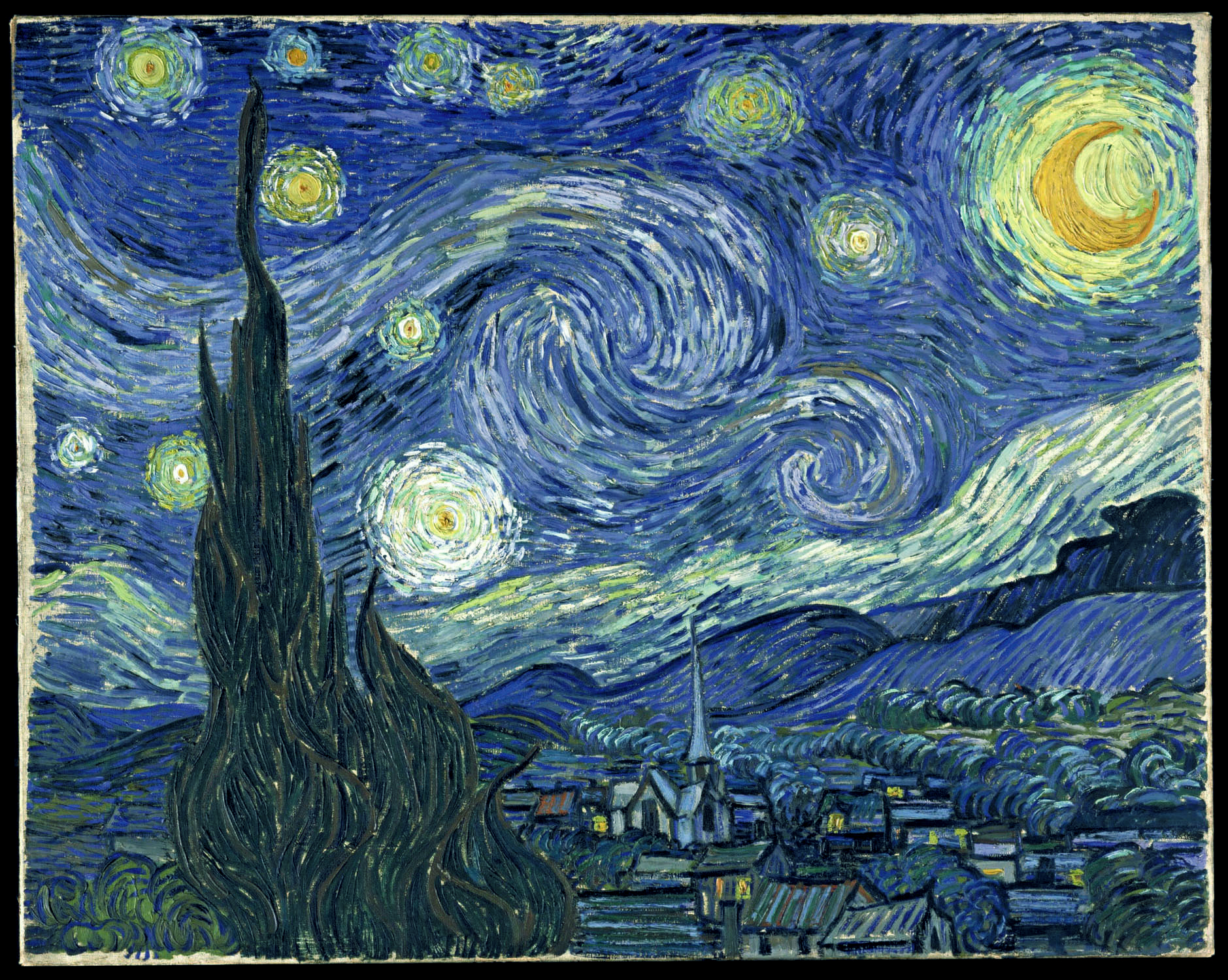
شب پرستاره، اثر وینسنت ون گوگ
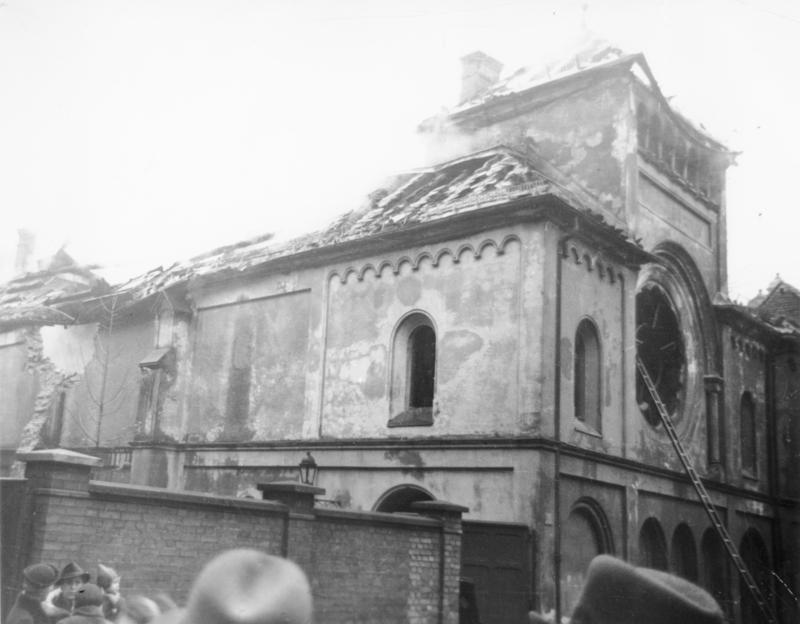
شب بلورین، کشتار حزب نازی